# Wausa
Wausa est un village du comté de Knox, dans l'État du Nebraska, aux États-Unis. En 2020, il comptait une population de 592 habitants.